# Myrsine affinis
Myrsine affinis är en viveväxtart som beskrevs av A. Dc. Myrsine affinis ingår i släktet Myrsine och familjen viveväxter. Inga underarter finns listade i Catalogue of Life.